# Tommy Casey
Thomas Casey (Comber, 1930. március 11. – 2009. január 13.) északír válogatott labdarúgó, edző.

## Pályafutása

### Klubcsapatban
1948-ban a Bangor FC csapatában kezdte a pályafutását. Az 1949–50-es szezonban a Leeds United játékosa volt. 1950 és 1952 között a  Bournemouth & Boscombe Athletic együttesében szerepelt. 1952-től 1958-is a Newcastle Unitedben játszott, melynek színeiben 1955-ben megnyerte az FA-kupát. Az 1958–59-es idényben a Portsmotuh csapatának volt a tagja. 1959 és 1963 között a Bristol City-t erősítette. 1963-ban Kanadában a Toronto Italia csapatában játszott egy kis ideig. 1963-tól 1965-ig a Gloucester City játékosedzője volt.

### A válogatottban
1955 és 1958 között 12 alkalommal szerepelt az északír válogatottban és 2 gólt szerzett. Részt vett az 1958-as világbajnokságon, ahol az NSZK elleni csoportmérkőzésen és a Franciaország elleni negyeddöntőben kezdőként lépett pályára. Csehszlovákia és Argentína ellen nem kapott lehetőséget.

### Edzőként
1975 és 1976 között a Grimsby Town edzője volt. 1977-ben az izlandi KR Reykjavíkur csapatát edzette.  1977 és 1978 között Norvégiában dolgozott a Harstad együttesénél.

## Sikerei, díjai
Newcastle United
- Angol kupagyőztes (1): 1954–55